# Puerto Carrasco
Puerto Carrasco es una localidad chilena, ubicada en la ribera norte del Río Bueno.

## Accesibilidad y transporte
En el año 2015 se inició un programa para poner en valor la navegabilidad del Río Bueno permitiendo una mejora del muelle de esta localidad ribereña. En esta localidad en particular se ha construido un embarcadero que permitirá la navegación fluvial.
Puerto Carrasco se encuentra a 32,1 km de La Unión por la ruta T-80.